# Benjamin Schreiter

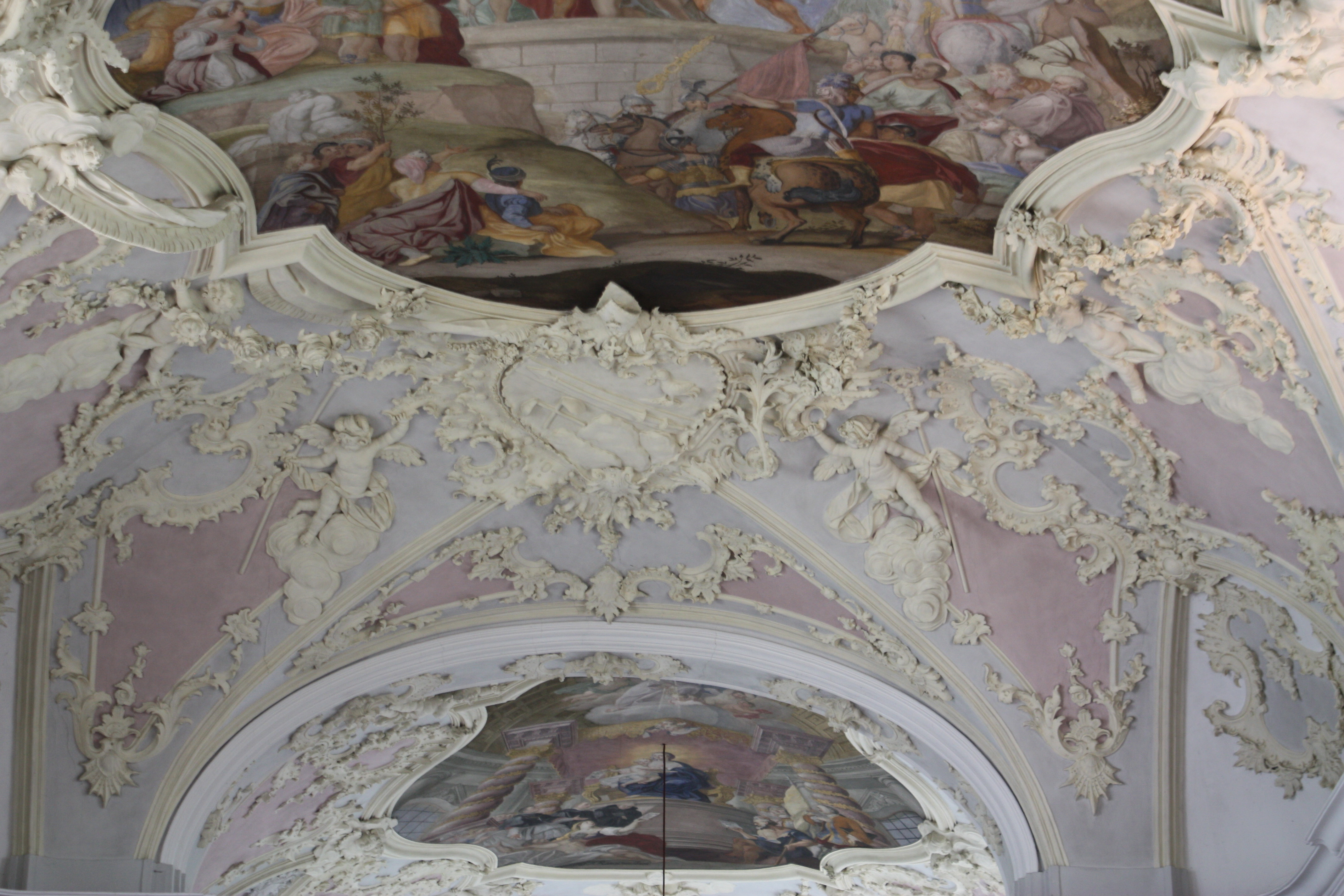
Thundorf, Pfarrkirche Mariä Himmelfahrt, Stuck von Benjamin Schreiter, 1760

Benjamin Schreiter (* vor 1752) war ein deutscher Bildhauer und Stuckateur, der in der Zeit des Rokoko in Bayern gewirkt hat.
Benjamin Schreiter (auch Schreidter oder Schretter) wohnte in Hengersberg. Er war durchweg in Ostbayern aktiv. Von ihm stammen sowohl die Stuckierung (1757) als auch Altäre und Kanzel der 1735/60 erbauten Pfarrkirche von Thundorf. 1756 schuf er die Altäre und Kanzel der Pfarrkirche Kirchdorf im Wald, 1764 die Kanzel und die beiden Seitenaltäre der Pfarrkirche Frauenau sowie 1770 sechs versilberte Leuchter für die Expositurkirche von Haardorf.
Ebenfalls für die Kirche in Haardorf fertigte er 1771 eine Statue des Johann von Nepomuk und die Ölbergdarstellung an. Zusammen mit Lorenz Schreiter aus Hengersberg schuf er die Stuckarbeiten in der Spitalkirche von Deggendorf. Von Schreiter stammt außerdem der Altar für die Filialkirche in Rabenstein, der ursprünglich in einer bei der Säkularisation abgerissenen Nebenkapelle von Kloster Niederaltaich stand.
Zugeschrieben werden ihm das Orgelgehäuse zu Thundorf, die Stuckaturen der Wallfahrtskirche Haardorf, Altäre und Kanzel der Pfarrkirche von Lalling (1752–54) sowie der Hochaltar der Klosterkirche von Kloster Rinchnach.

## Nachweise
1. ↑  Kirche Mariä Himmelfahrt und Hl. Quirin (Thundorf). In: RegioWiki Niederbayern. Abgerufen am 5. April 2022.
2. ↑  Franz Xaver Neun (Hrsg.): Kirche St. Johann Nepomuk. Rabenstein bei Zwiesel. 2. Auflage. Zwiesel. Verlag Josef Dötsch.

| Personendaten    | Personendaten                             |
| ---------------- | ----------------------------------------- |
| NAME             | Schreiter, Benjamin                       |
| ALTERNATIVNAMEN  | Schreidter, Benjamin; Schretter, Benjamin |
| KURZBESCHREIBUNG | bayerischer Bildhauer                     |
| GEBURTSDATUM     | vor 1752                                  |
| STERBEDATUM      | nach 1771                                 |